# Humason (kráter)

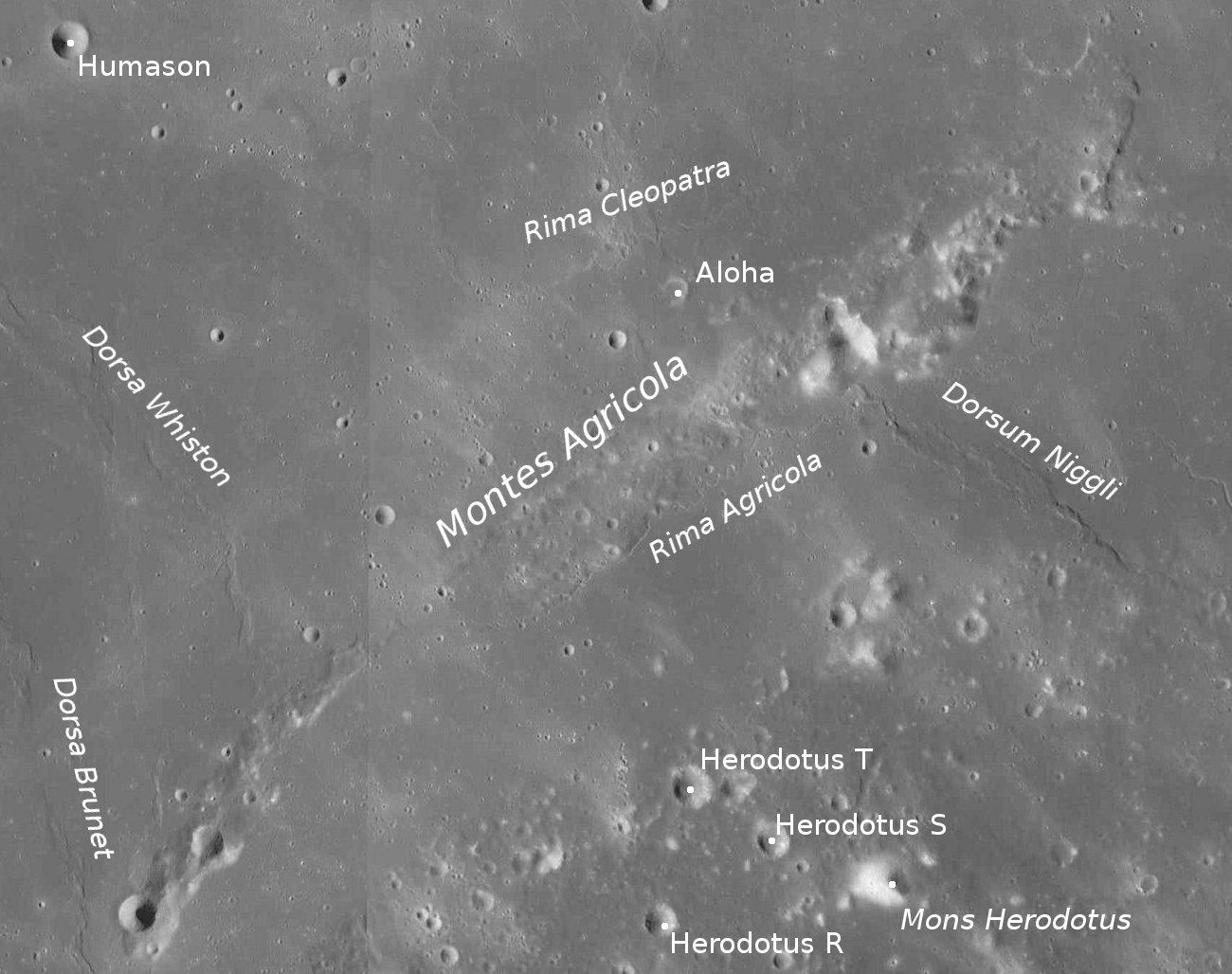
Poloha kráteru Humason.

Humason je malý impaktní kráter nacházející se v Oceánu bouří (Oceanus Procellarum) na přivrácené straně Měsíce. Má průměr pouhé 4 km. Než jej v roce 1973 Mezinárodní astronomická unie pojmenovala na současný název, nesl označení Lichtenberg G.
Západně se táhne směrem k jihu hřeben Dorsa Whiston, jihovýchodně lze nalézt dlouhé pohoří Montes Agricola.
Pojmenován je podle amerického astronoma Miltona L. Humasona.